# (756) Lilliana
(756) Lilliana ist ein Asteroid des Hauptgürtels, der am 26. April 1908 vom US-amerikanischen Astronomen Joel H. Metcalf in Taunton entdeckt wurde.
Benannt wurde der Asteroid nach der Schwester des US-amerikanischen Astronomen Harlow Shapley.